# Wasbek
Wasbek ist eine Gemeinde im Kreis Rendsburg-Eckernförde in Schleswig-Holstein.

## Geografie

### Geografische Lage
Das Gemeindegebiet von Wasbek erstreckt sich im Osten des Naturraums Holsteinische Vorgeest (Haupteinheit Nr. 698) am Aalbek westlich von Neumünster. Der Bullenbek schließt das Gemeindegebiet in Teilen nach Osten hin ab.
Der Trelleborgsee, ein renaturierter Baggersee eines (ehemaligen) Kiesabbaugebietes, befindet sich in der östlichen Gemarkung in Nähe der Autobahn 7.

### Gemeindegliederung
Siedlungsgeografisch gliedert sich die Gemeinde in mehrere Wohnplätze. Neben dem namensgebenden Dorf befinden sich auch die Siedlung Wasbek-Bullenbek und die Streusiedlungsgebiete Prehnsfelde und Wasbekerfeld im Gemeindegebiet.

### Nachbargemeinden
Direkt angrenzende Gemeindegebiete von Wasbek sind:
|        | Timmaspe                                    | Krogaspe   |
| Aukrug | Kompassrose, die auf Nachbargemeinden zeigt | Neumünster |
|        | Ehndorf                                     |            |

## Politik

### Gemeindevertretung
| Wahl zur Gemeindevertretung Wasbek 2023Wahlbeteiligung: 56,3 % 50403020100 43,518,617,720,2 CDUSPDBMWcFür's DorfGewinne und Verlusteim Vergleich zu 2018 %p 6 4 2 0 −2 −4 −6 −8−10+4,1−8,9+0,8+4,0CDUSPDBMWFür's DorfAnmerkungen:c Bürgerliche Mitte in Wasbek | Die Gemeindevertretung ist die kommunale Volksvertretung der Gemeinde Wasbek. Über die Zusammensetzung entscheiden die Bürger alle fünf Jahre. Die letzte Kommunalwahl fand am 14. Mai 2023 statt. Diese führte bei einer Wahlbeteiligung von 56,3 % zu dem in den Diagrammen dargestellten Ergebnis für die Zusammensetzung der Gemeindevertretung. Sitzverteilung Gemeindevertretung WasbekInsgesamt 16 Sitze - CDU: 7 - SPD: 3 - BMW: 3 - Für's Dorf: 3 |

### Wappen
Blasonierung: „Durch einen schräglinken silbernen Wellenbalken von Grün und Rot geteilt. Vorn eine silberne Getreidegarbe mit fünf begrannten Ähren, hinten ein silbernes Wagenrad.“

### Verwaltung
Wasbek ist zum 16. Juni 2008 aus dem Amt Aukrug ausgetreten und bildet seitdem eine Verwaltungsgemeinschaft mit der Stadt Neumünster, die die Verwaltungsgeschäfte für die Gemeinde mit durchführt.

## Verkehr
Durch die Gemeinde Wasbek führt direkt die Bundesstraße 430 unmittelbar im Westen von Neumünster. An der in der Gemarkung von Wasbek befindlichen Anschlussstelle Neumünster-Mitte (Nr. 14) besteht Anschluss an die hier in Nord-Süd-Richtung kreuzende Bundesautobahn 7.
Der Ort liegt an der Bahnstrecke Neumünster–Heide. Die Regionalbahnlinie 63 der Nordbahn Eisenbahngesellschaft bedient den Haltepunkt Wasbek im Stundentakt zwischen Neumünster und Hohenwestedt. Alle 2 Stunden verkehrt die RB 63 weiter über Hohenwestedt hinaus weiter gen Heide und Büsum.
Wasbek ist dank seiner Nähe zu Neumünster über zwei Buslinien zu erreichen. Die Linie 9 der Stadtwerke Neumünster (SWN) verbindet den Ortskern sowie den Ortsteil Bullenbek mit der kreisfreien Stadt. Seit Beginn des Jahres 2021 werden zusätzlich die Gemeinden Ehndorf und Arpsdorf von der Linie 781 der Autokraft aus Neumünster kommend bedient, deren Fahrtroute zunächst durch den Ortskern führt.

## Persönlichkeiten
- Die Behinderten-Schwimmerin und paralympische Goldmedaillengewinnerin Kirsten Bruhn (* 1969) lebte in Wasbek.
- Bernd Küpperbusch (* 1955), SPD-Politiker, von 2012 bis 2014 Staatssekretär im Kabinett Albig, lebt in Wasbek und gehörte der Wasbeker Gemeindevertretung an.

## Fahrbücherei
- Wasbek ist eine Gemeinde mit Fahrbücherei und wird seit 2022 von der Fahrbücherei 2 von Rendsburg aus angefahren.